# 草林镇
草林镇，是中华人民共和国江西省吉安市遂川县下辖的一个乡镇级行政单位。

## 行政区划
草林镇下辖以下地区：
草林镇社区、新苑移民社区、溪下村、唐尔村、冠溪村、悠富村、拱前村、大坪村、车源村、蕃源村、锡溪村、楠木村、峨溪村、草林村、源溪村和峨岭村。